# Abol Ghassem Pourévaly
Abol Ghassem Pourévaly  (persisch ابوالقاسم پوروالی‎; * 1896 in Teheran; bl. – 1961) war ein iranischer Diplomat.

## Werdegang
Er wurde an der School of Political Science in Teheran ausgebildet.
1921 trat er in den auswärtigen Dienst und war von 1922 bis 1924 Richter am Gericht des Auswärtigen Amtes.
Infolge wurde er Attaché, Gesandtschaftssekretär, stellvertretender Chef des Dienstes, stellvertretender Abteilungsleiter im Außenministerium in Teheran.
Von 1925 bis 1927 war er Gesandtschaftssekretär zweiter Klasse in Brüssel.
Von 1927 bis 1930 war er Gesandtschaftssekretär erster Klasse in Rom und persischer Delegierter beim Internationalen Landwirtschaftsinstitut.
Anschließend war er Gesandtschaftssekretär erster Klasse in Wien, Prag, Budapest und Belgrad.
1931 war er als Vorsitzender der Kommission zur Erteilung von Einfuhrlizenzen zum Handelsministerium abgeordnet.
1933 leitete er die Pass- und Nationalitätsabteilung des Außenministeriums und wurde zum Gesandtschaftsrat ernannt.
Von 1934 bis 1937 war er Gesandtschaftsrat und zeitweise Geschäftsträger in Berlin, Von 1938 bis April 1939 hatte er Exequatur als Generalkonsul in Hamburg.
Von April 1939 bis 1941 leitete er die Personalabteilung des Außenministeriums.
1942 leitete er die Abteilung Irak und Türkei.
In der Folge war er Bürovorsteher des Außenministers.
1944 war er Generalkonsul in Jerusalem.
Vom 4. Dezember 1945 bis Dezember 1949 leitete er die Gesandtschaft in Bern zunächst als Geschäftsträger und am 29. Juni 1948 wurde er zum Gesandten ernannt.
Anschließend leitete er die iranische Delegation bei einem Sachverständigenausschuss zur Vorbereitung einer Konferenz zu Passfragen und Grenzformalitäten.
Des Weiteren leitete er die iranische Delegation bei der FAO in Rom.
Er leitete die iranische Delegation zur zweiten Tagung der Kommission zur Vorbereitung einer Handelskonferenz und zur Vorbereitung der Konferenz von San Francisco.
Anschließend leitete er die iranische Delegation beim Büro der Vereinten Nationen in Genf.
Von Dezember 1949 bis 1954 war er Ministre plénipotentiaire in Beirut.
Von 1938 bis 1956 gab es in Buenos Aires keinen iranischen Gesandten, zeitweise war der iranische Gesandte in Sao Paulo auch in Buenos Aires akkreditiert.
Von 1956 bis 1961 leitete er die Gesandtschaft in Buenos Aires und löste in dieser Funktion am 26. März 1958 Mostafa Samli als Botschafter in Buenos Aires ab.